# Barcelona en Comú
Barcelona en Comú (Catalaans voor "Barcelona gemeenschappelijk", afgekort BComú) is een burgerplatform in de Spaanse stad Barcelona ter bevordering van gemeenschaps- en sociale rechten, participatiedemocratie, corruptiebestrijding en een nieuwe toerismemodel. Het platform, dat werd opgericht in juni 2014, komt voort uit onder meer de 15 mei-beweging en levert sinds 2015 het gemeentebestuur van Barcelona. Oprichtster Ada Colau is er namens BComú burgemeester. Diverse politieke partijen, waaronder Podemos, steunen het platform.

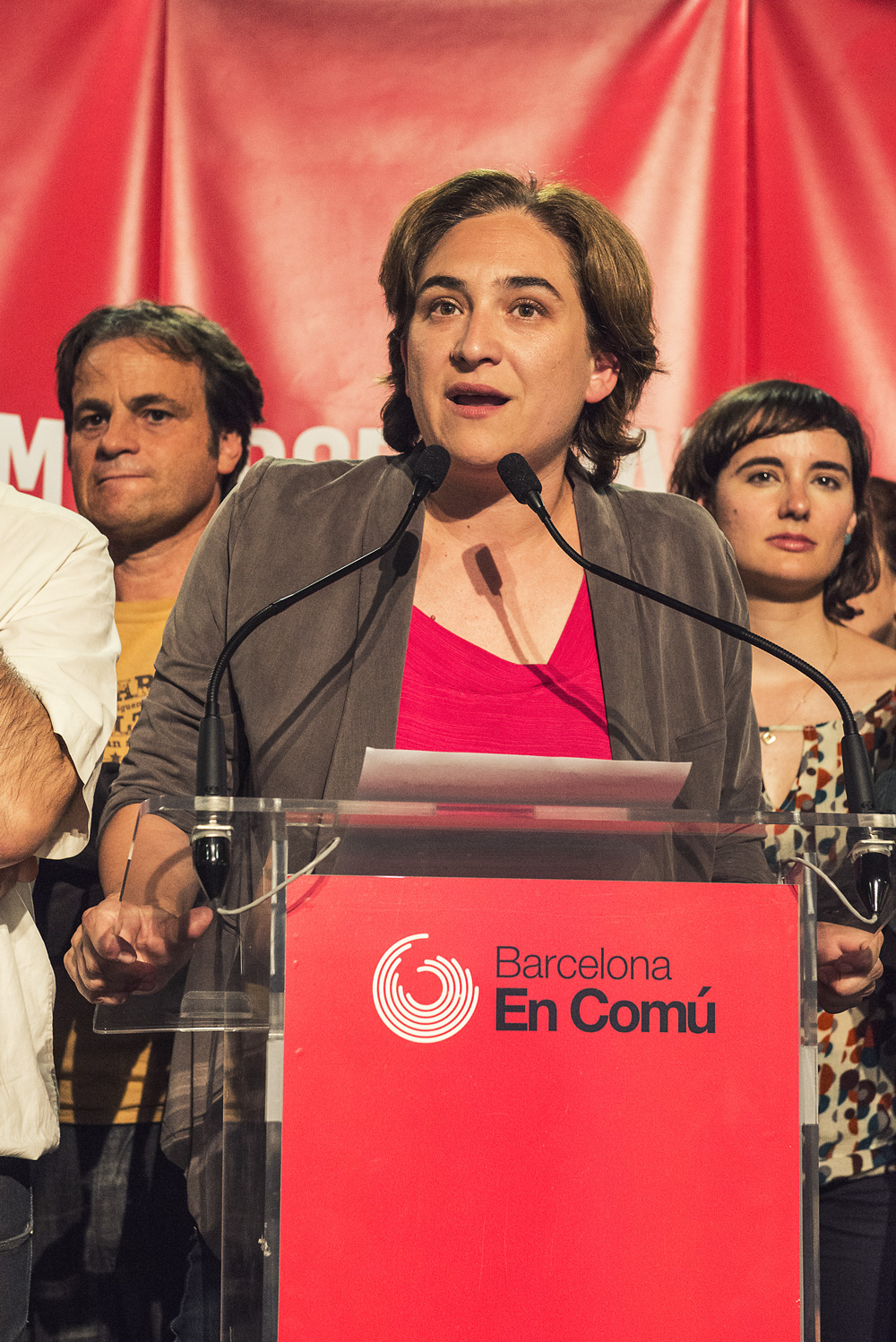
Ada Colau (verkiezingsavond 2015)

Speerpunt van het beleid van BComú is het reorganiseren van het toerisme in Barcelona, dat de stad sinds de Olympische Spelen van 1992 overspoelt, de binnenstad in een pretpark dreigt te veranderen en de huizenprijzen opdrijft. Andere programmapunten zijn het recht op stroom, water en gas, ook voor Barcelonezen die deze basisbehoeften niet kunnen betalen, onder andere te bewerkstelligen door een gemeentelijk energiebedrijf, en het bestrijden van leegstand.